# 金銀暎
金 銀暎（きん・ぎんえい、1970年5月17日 - 　）は、大韓民国出身のバスケットボール選手・指導者。

## 来歴
1998年、白鴎女子短期大学卒業。在学中、白鷗大学女子バスケットボール部で活動。
2000年から2001年まで三菱電機コアラーズでプレイ。2000年には年間ベスト5賞に選出されている。2001年から2003年まで三菱電機コアラーズアシスタントコーチを務める。2005年には愛知県のクラブチーム、マインドパースでプレイする。2009年からトヨタ紡織サンシャインラビッツのアシスタントコーチを務める。